# Steve Morell

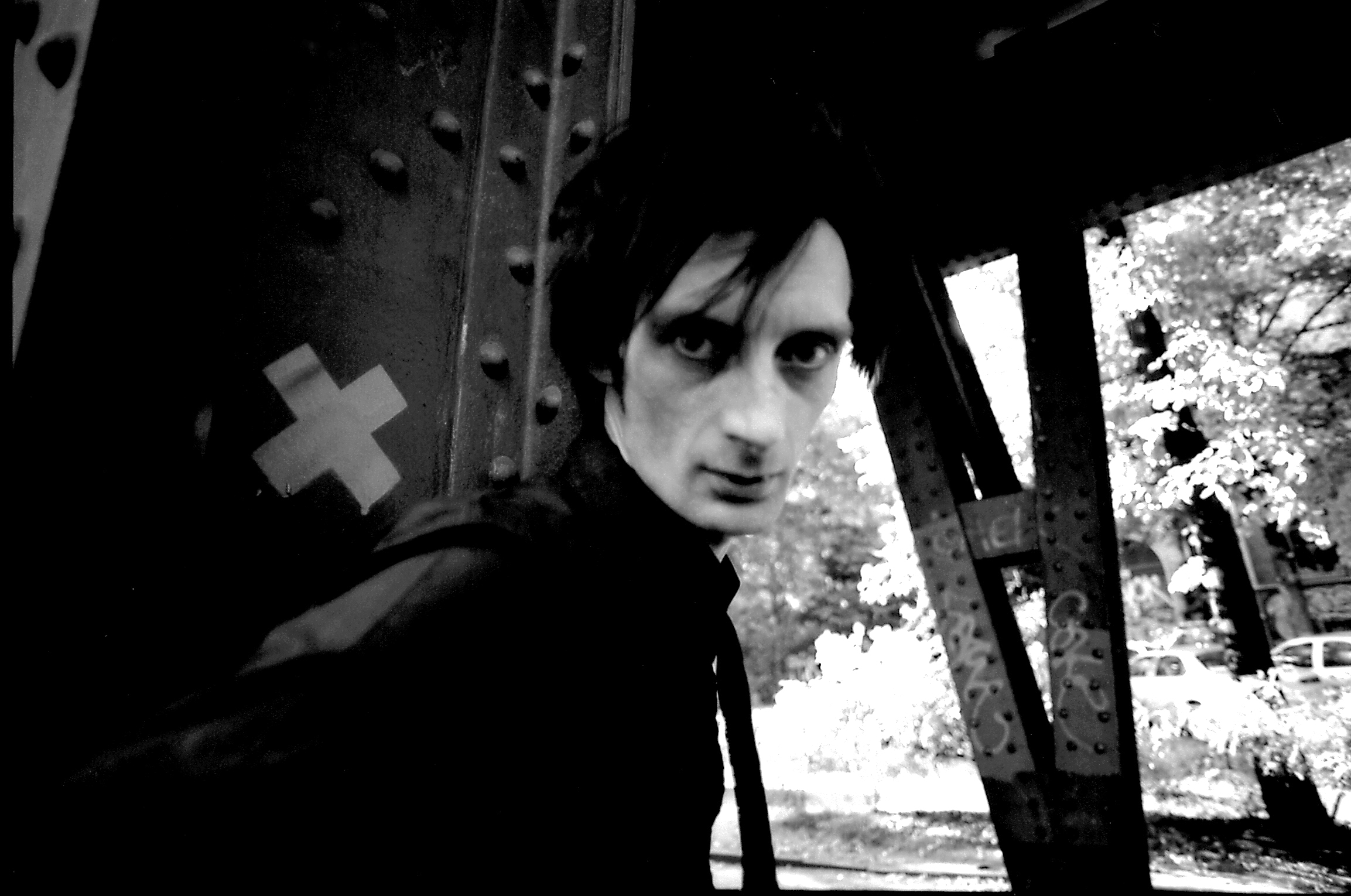
Steve Morell

Steve Morell (* 19. April 1967 als Stephan Gerhard Kraus in Fulda) ist ein deutscher Musiker, der auch als Model, Schauspieler, Journalist, Unternehmer und Verleger tätig ist.

## Musikalische Karriere
Morell begann seine Musik-Karriere 1984 als DJ in Berlin und London, wo er in damaligen Szene-Clubs wie dem Trash, Blockshock, Ex & Pop, u. a. als DJ auflegte. Im Blockshock veranstaltete er auch die ersten Partys und Konzert-Events. Mit seinem Partner Atila Demirtas betrieb er von 1986 bis 1989 die Berliner Punk-Kneipe Pink Panther in Berlin-Kreuzberg. Er wohnte bis 1992 in Deutschlands ersten besetzten Haus, dem Georg-von-Rauch-Haus.
1999 gründete er das Musiklabel Pale Music International, das er 2000 nach Berlin verlegte und 2001 die erste Veröffentlichung erfolgte. 2003 rief er die jährliche Veranstaltungsreihe Berlin Insane mit der Veröffentlichung der gleichnamigen Compilation (Berlin Insane I–IV) ins Leben, in welcher er nationalen und internationalen Undergroundkünstlern die Möglichkeit gab, ihre Musik einer breiten Öffentlichkeit zu präsentieren.
2004 erfolgte die Gründung des DJ-Duos & Produzententeams The Scandals zusammen mit Emma Eclectic. Ein Jahr später eröffnet Steve Morell die Zweigstelle von Pale Music Int. in London UK und gründet den Musikverlag Edition Pale Music International zusammen mit den Plattenfirmen Hardscore und Sony BMG Music Entertainment als Partner. Nach der Übernahme von Sony BMG Music Entertainment durch Universal Music beendete Morell 2008 die Zusammenarbeit und gründete einen neuen Musikverlag Edition BLASS Music in Partnerschaft mit Mark Chung / Freibank Music Publishing, unter der alle neuen Veröffentlichungen seines Labels Pale Music International verlegt werden. Mit seinem Label expandierte Morell seit Januar 2009, indem er die Firma nicht nur als Plattenfirma, sondern auch als Eigenvertrieb führt. Morell hat keine Kinder und lebt derzeit in Berlin/Kreuzberg. Neben seiner Tätigkeit als Musiker hat er auch eine Radioshow auf dem Radiosender Reboot.fm.

### Tätigkeiten
Künstlerisch löste sich das DJ-Duo und Produzententeam The Scandals 2007 nach mehreren Veröffentlichungen auf, da beide eigene Wege gehen wollten. Morell arbeitete von diesem Zeitpunkt mit zwei unterschiedlichen Co-Produzenten für Remixe und Eigenkompositionen. Von 2007 bis 2008 arbeitete Morell mit Sebastian Lee Phillip (Noblesse Oblige), und von 2008 bis heute ist Ragnar offizieller Co-Producer von Steve Morell. Das Produzententeam Morell/Ragnar produzierte u. a. Remixe und Bearbeitungen für folgende Künstler: Martha & The Muffins (CAN), Warren Suicide (DE), The AntiQuark (USA), Kill The Dandies (CZ), Shed (FR), The Prostitutes (CZ), The Stylists (CZ), Narcotic Fields (CZ), BugGirl (AUS), Glitter Klinik (SP), Mona Mur & En Esch (DE), Mamasweed (DE), Italoporno (CAN/DE), The Glass (USA), Hasselhoff (NL), The Neutrinos (UK), The Vanishing (USA). Mit Ragnar arbeitete Morell auch an seinem 2012 erschienenen Avantgarde-Solo-Album The Life and Death of Jimmy Pheres and His Rise From The Underworld, auf dem Morell mit zahlreichen internationalen Künstlern wie z. B. Sebastian Lee Phillip, N. U. Unruh, Ragnar, Monica Pokorná, Martin Craft, Luis Miguelez, Andi Sexgang und Hank J. Manchini arbeitete. Im Januar 2010 erschien die Vorab-Single Loneliness, auf der Alexander Hacke (Einstürzende Neubauten) den dazugehörigen Remix produzierte. Morell begann weiterhin 2008 die musikalische Zusammenarbeit mit der Prager Tanz- und Performance-Künstlerin Monica Pokorná, mit welcher er das Duett Lady Pheres auf dem 2012 erschienenen Album präsentiert. Dieses Duett wurde im Mai 2012 als 12" Single vorab veröffentlicht.

## Modelkarriere
Im Jahr 2007 unterschrieb Morell einen Modelvertrag bei IZAIO Model Management-Agentur und bekam eine Rolle im Musikvideo Flashing Lights von Kanye West, in welchem er einen 1930er-Jahre Klavierspieler darstellen sollte. Danach erkrankte er an Hautkrebs. Nach sieben überstandenen Operationen im Jahre 2016, bekam Morell im Winter 2017 die Anfrage für Balenciaga Menswear die Herbst-Winter-2017 Runway Show in Paris als Laufstegmodel zu laufen, welcher direkt die Balenciaga Menswear Spring-Summer 2018 Show in Paris im Juni 2018 folgte. Der Guardian widmete ihm einen Sonderartikel.
Es folgten weitere Engagements und Fotostrecken für Yang Li, Balenciaga, Saint Laurent, Christian DaDa, Marcelo Burlon County of Milan, Commun S, Salvatore Ferragamo, Tiger of Sweden, William Fan, UY Fashion, Monika Pokorna, u. a.
Seit 2017 wird er als eines der angesagtesten männlichen deutschen Models in seiner Altersklasse gehandelt. Er arbeitete u. a. mit Stylisten wie Lotta Volkova, Jo Barker, Toby Grimditch, Götz Offergeld & Sina Braetz, Alessia Ansalone, Erik Raynal, Fotografen wie Gavin Evans, Johnny Dufort, Billy & Heels, Robi Rodriguez, Biel Moreno, Thomas Hauser, Rob Kulisek, Alex Mader, Mikael Gregorsky, Alvin Booth, Dan Giuliani, Christoph Voy, Robert Carrithers, Miron Zownir, Peter Funch, Florian Kolmer, Valquire Veljkovic, Boris Eledagsen, Bilbo Galvez und der Make-up-Künstlerin Inge Grognard. Seine Arbeit als Model wurde in Magazine wie Vogue, Replica, Re-Edition, Dapper Dan, Man About Town, Ansinth, King Kong Magazine, TIP Magazine Berlin, Nicotine Magazine, SZ-Magazin, L’officiel Hommes Germany, Numero, Numero Homme Berlin, Maxim Fashion, Spex etc. publiziert. Morell ist auch als Schauspieler tätig.

### Veröffentlichungen (Auswahl)
Veröffentlichungen unter Label: Pale Music Int. (Eigenkompositionen, Remixe, Mitwirkungen)
- Pale 042 – Steve Morell & Monica Pokorná – Lady Pheres (Mai 2012)
12” Single Vinyl and Download (UPCA 881005076920)
- Pale 046 – Kill The Dandies! – I saw white fields (Mai 2010)
CD LP Jewelcase and Download (UPCA 881005077224)
- Pale 038 – Kill The Dandies! – I saw white fields (2011)
12” LP Vinyl and Download (UPCA 881005077125)
- Pale 031 – Steve Morell – Loneliness (2010)
12” Single Vinyl and Download (UPCA 881005075824)
- Pale 024 – Eric D. Clark & The Scandals – Summer Cruising EP (2007)
12” Single Vinyl and Download (UPCA 661956932663)
- Pale 023 – Grizzly – Dich (2007)
12” Single Vinyl and Download (UPCA 661956932564)
- Pale 022 – Ascii Disko – MDMA (2007)
12” Single Vinyl and Download (UPCA 661956932465)
- Pale 020 – The Scandals – Cut Outs, Patchworks and Rip Offs (2007)
CD LP Jewel case and Download (UPCA 661956932328)
- Pale 018 – Various – Berlin Insane IV (2006)
2×CD LP Digipack and Download (UPCA 661956707322)
- Pale 017 – The Scandals – My Life Nightlife (2006)
12” Single Vinyl and Download (UPCA 661956610769)
- Pale 016 – Neonman – Gift Of The Gab Remixes (2006)
12” Single Vinyl and Download (UPCA 661956610660)
- Pale 014 – Neonman – Gift Of The Gab (2008)
CD LP Digipack and Download (UPCA 807297069426)
- Pale 012 – Punx Soundcheck feat. Marc Almond – Berlin Moon (2005)
2×12” Maxi Vinyl & CD Single and Download (UPCA 807297069525)
- Pale 011 – Various – Berlin Insane III (2006)
2×CD LP Digipack and Download (UPCA 807297069327)
- Pale 009 – Moimir Papalescu & The Nihilists – Analogue Voodoo (2005)
CD LP Jewel Case and Download (EAN 8594056290123)
- Pale 006 – Various – Berlin Insane II (2004)
2xCD LP Digipack and Download (EAN 4014235434628)
- Pale 004 – Glamour To Kill – Rock’n’Roll Makes Me Sexy (2004)
12” EP Vinyl and Download (EAN 4260073719032)
- Pale 002 – Various – Berlin Insane I (2003)
CD LP and Download (EAN 4260073719018)
- Pale 001 – Psychomania – Enter the World of Pale Music (2001)
12” LP Vinyl & Download (EAN 4260073719001)

## Filmographie (Auszug)
- Desire Will Set You Free – Regie: Yony Leyser
- Meret – Regie: Ralf Schmerberg
- Mann Im Spagat – Regie: Timo Jacobs
- Back To Nothing – Regie: Miron Zownir
- World War A: Aliens Invade Earth – Regie: Anne Siegele